# Литературная премия Сёрланна
Литературная премия Сёрланна — ежегодно вручаемая норвежская литературная премия, учреждённая в 2000 году и финансируемая библиотеками и книготорговцами Эуст- и Вест-Агдера. Цели премии — стимуляция интереса к чтению, привлечение внимания к современной литературе, особенно в регионе, а также поощрение молодых и подающих надежды писателей Сёрланна. Вручение премии приурочено ко Всемирному дню книг и авторского права — 23 апреля, но в 2011 году премия вручалась в субботу 30 апреля, так как 23 апреля пришлось на Пасху. С 2011 года вручается две премии: за художественную и за документальную литературу.
К литературным произведениям, которые номинируются на премию, предъявляются следующие требования:
- Автор должен жить в Сёрланне или иметь какую-то иную связь с регионом.
- Произведение должно быть опубликовано в предыдущем календарном году в жанре художественной или общей литературы для детей, юношества или взрослых.
- Основаниями для номинации являются литературные достоинства произведения, а также взаимодействие между текстом и иллюстрациями в том случае, если иллюстрации являются частью литературного проекта.

Победитель определяется в результате открытого публичного голосования. Проголосовать может любой желающий, заполнив форму в книжных магазинах и библиотеках Сёрланна. Можно также голосовать через Интернет или посредством SMS. Приз представляет собой сумму в 15 000 норвежских крон и памятную статуэтку.

## Лауреаты премии

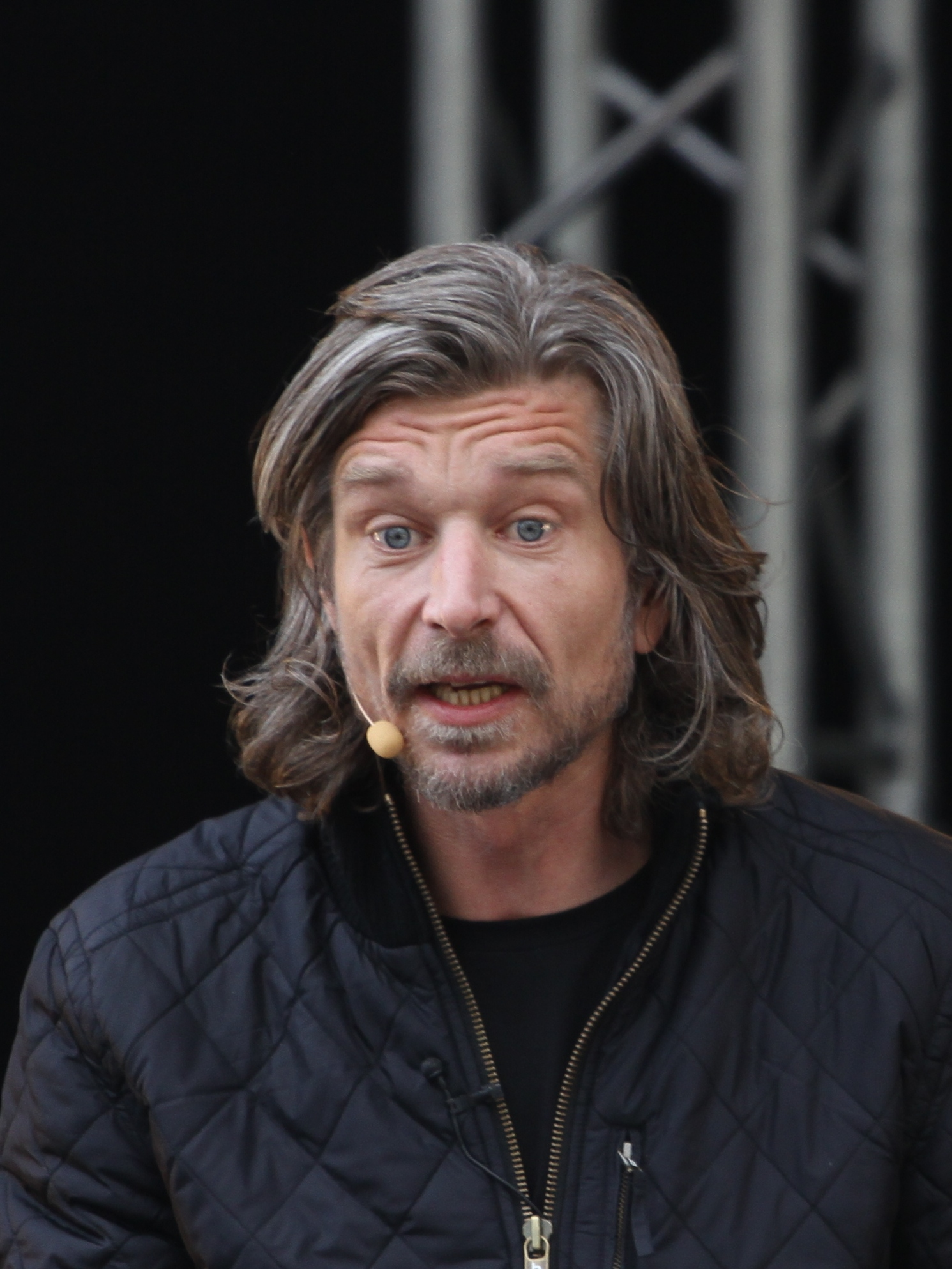
Карл Уве Кнаусгор, лауреат премии 2005 и 2010 годов.

- 2000: Агнете Эриксен[норв.][3]
- 2002: Мирьям Кристенсен[норв.][3]
- 2003: Нильс Кристиан Му-Репстад[норв.][3]
- 2004: Хьетиль Броттвейт[норв.][3]
- 2005: Карл Уве Кнаусгор[3]
- 2006: Аннемур Сундбё[норв.][3]
- 2007: Хеге Стурхауг[норв.][3]
- 2008: Гёуте Хейволл[норв.][3]
- 2009: Гёуте Хейволл[норв.][3]
- 2010: Карл Уве Кнаусгор[4]
- 2011:
  - Художественная литература: Гёуте Хейволл[норв.] за роман «Før jeg brenner ned»[5].
  - Документальная литература: Эльсе Рённевиг[норв.] за книгу о хлебопекарных печах «Bakerovnen»[5].

## Лауреаты Почётной премии
- 2010 — Хьелль Аскильдсен[4]